# Tenryū (1918)
Tenryū (jap. 天龍) – krążownik lekki japońskiej Cesarskiej Marynarki Wojennej z okresu międzywojennego i drugiej wojny światowej. Należał do pierwszego typu krążowników lekkich marynarki japońskiej, nazwanego od niego typem Tenryū, składającego się z dwóch okrętów. Wszedł do służby w 1919 roku. Brał udział w wojnie chińsko-japońskiej w latach 30., a następnie w początkowych walkach II wojny światowej na Pacyfiku w latach 1941–1942, w tym bitwie o Wake i działaniach w rejonie Wysp Salomona i Nowej Gwinei. Został zatopiony 18 grudnia 1942 roku przez amerykański okręt podwodny USS „Albacore” u wybrzeży Nowej Gwinei.
„Tenryū” był stosunkowo małym krążownikiem, którego uzbrojenie główne stanowiły cztery działa kalibru 140 mm i sześć wyrzutni torpedowych. Jego wyporność standardowa wynosiła 3230 ts, a pełna 4752 ton. Napędzały go turbiny parowe, pozwalające na osiąganie prędkości ponad 33 węzłów.

## Projekt i budowa
„Tenryū” był głównym okrętem serii dwóch krążowników typu „3500-tonowego”, nazwanego od niego typem Tenryū. Były to małe krążowniki, zaprojektowane dla pełnienia funkcji liderów – przewodników flotylli niszczycieli, służących jako ich okręty flagowe oraz do ich wsparcia ogniowego. Stanowiły zarazem pierwsze japońskie nowoczesne krążowniki lekkie, z opancerzeniem burtowym.
Okręt został zamówiony w ramach programu z 1916 roku, pod prowizorycznym oznaczeniem: „mały krążownik” (shō-gata jun’yōkan) nr 1. Już 13 maja 1916 roku nadano mu nazwę: „Tenryū” (pol. „Niebiański Smok”), od rzeki biorącej swój początek w prefekturze Nagano, zgodnie z nowymi zasadami nazewnictwa krążowników lekkich od rzek. Stępkę pod jego budowę, jako okrętu prototypowego typu, położono 17 maja 1917 roku w Arsenale Marynarki w Yokosuce, a kadłub wodowano 11 marca roku kolejnego. Podczas prób morskich w maju 1919 roku doszło jednak do uszkodzenia łopatek jednej turbiny, co spowodowało opóźnienie w osiągnięciu gotowości przez okręt. W efekcie „Tenryū” wszedł do służby 20 listopada 1919 roku, jako drugi po bliźniaczym „Tatsuta”. Klasyfikowany był oficjalnie jako krążownik II klasy (nitō jun’yōkan), nieoficjalnie także określany w Japonii jako krążownik lekki (kei-jun’yōkan). Przeciętny koszt budowy jednej jednostki typu wynosił 4 550 000 jenów. Nazwę tę wcześniej nosił drewniany slup wojenny „Tenryū”, w aktywnej służbie w latach 1888–1906.

## Opis

### Skrócony opis typu i odmienności konstrukcji
Kadłub okrętów typu Tenryū przypominał powiększone niszczyciele, o dużym stosunku długości do szerokości. Długość całkowita wynosiła 142,65 m, a szerokość maksymalna 12,34 m. Zanurzenie przy wyporności projektowej wynosiło 3,96 m, natomiast przy wyporności pełnej wzrastało do 4,91 m. Projektowa wyporność normalna okrętów wynosiła 3495 ts (długich ton), a standardowa: 3230 ts. „Tenryū” odbywał próby w 1919 roku przy wyporności normalnej 3530 ts, natomiast według pomiarów w 1934 roku (po przejściu na system metryczny), jego wyporność w stanie lekkim wynosiła 3187 t, wyporność w stanie próbnym „2/3”: 4263 t i wyporność pełna: 4752 t. Do 1939 roku wyporność pełna wzrosła w niewielkim stopniu, do 4796 t.
Opancerzenie kadłuba miało w założeniu chronić przed pociskami kalibru 102 mm ówczesnych amerykańskich niszczycieli. Burtowy pas pancerny z wysokowytrzymałej stali konstrukcyjnej HT chronił jedynie kotłownie i maszynownie na śródokręciu i miał grubość 51 mm w górnej części i 63,5 mm w dolnej; sięgał od górnego pokładu do 76 cm poniżej linii wodnej. Górny pokład był opancerzony płytami grubości od 22 mm do 25,4 mm. Ponadto, opancerzone płytami 51 mm było cylindryczne stanowisko dowodzenia w nadbudówce dziobowej. Według części źródeł, pancerz grubości 16–20 mm miały także maski dział.
Napęd krążowników typu Tenryū stanowiły trzy zespoły turbin parowych o mocy projektowej łącznie 51 000 KM. Turbiny były wyprodukowane przez stocznię budującą okręt. Parę dostarczało 10 wodnorurkowych kotłów parowych Kanpon Ro Gō. Maksymalna moc siłowni „Tenryū” wyniosła na próbach 59 844 KM. Turbiny napędzały za pomocą przekładni trzy śruby o średnicy 3048 mm. Siłownia pozwalała na rozwinięcie prędkości 33 węzłów (maksymalnie na próbach „Tenryū” rozwinął 34,2 węzła, jednakże przy zredukowanej wyporności 3530 ts).
Jedyną większą modernizacją dotyczącą wyglądu jednostki była zamiana masztu palowego na trójnożny dokonana w połowie 1930 roku. Przyrządy kierowania ogniem i wykrywania celów krążowników typu Tenryu obejmowały początkowo dalocelownik Typ 13 na stanowisku na maszcie, dwa dalmierze o bazie 2,5 metra i dwa reflektory o średnicy 90 cm. Okręt podczas służby nie otrzymał wyposażenia radarowego.

### Uzbrojenie i jego zmiany
Uzbrojenie główne okrętów typu Tenryū stanowiły cztery działa kalibru 14 cm (140 mm) Typ 3, o długości lufy 50 kalibrów (L/50), umieszczone na pokładzie na pojedynczych podstawach osłoniętych maskami, strzelające pociskami o masie 38 kg na maksymalną odległość 15 800 m. Wszystkie działa artylerii głównej umieszczone były w osi podłużnej okrętu; tylko po jednym dziale mogło strzelać na wprost do przodu i do tyłu, a salwę burtową stanowiły wszystkie cztery działa. Uzbrojenie przeciwlotnicze początkowo stanowiło jedno działo kalibru 8 cm (76,2 mm) Typ 3 na pokładzie rufowym, o długości lufy L/40, oraz dwa karabiny maszynowe kalibru 6,5 mm Typ 3.

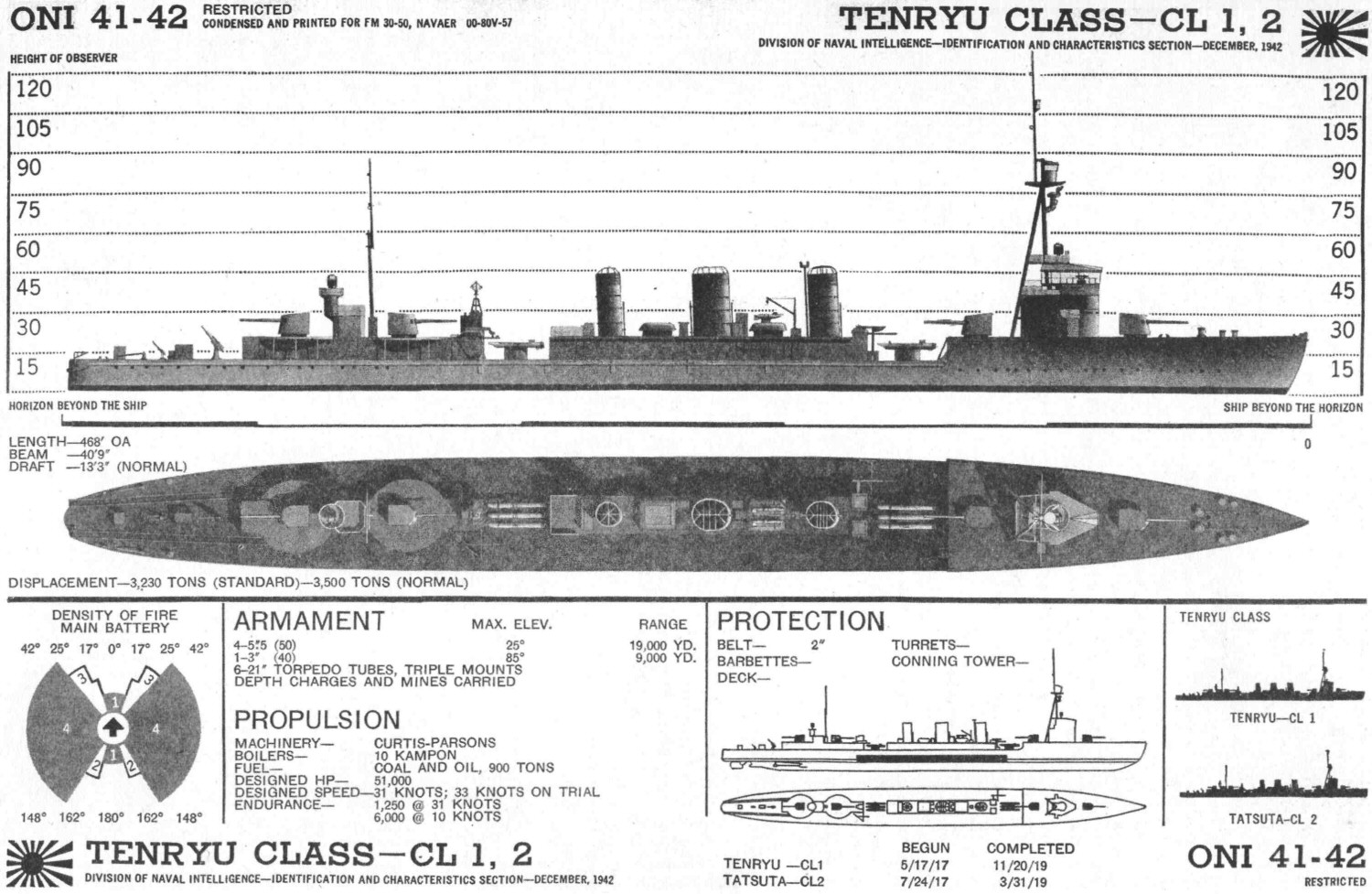
Rysunek „Tenryū” według danych amerykańskiego wywiadu

W toku służby „Tenryū” wzmacniano jego uzbrojenie przeciwlotnicze, z uwagi na rosnące zagrożenie ze strony lotnictwa, lecz w zakresie szczegółów publikacje podają rozbieżne informacje. Najpierw w lipcu 1937 roku dodano dwa przeciwlotnicze wkm-y kalibru 13,2 mm Typ 93, na stanowiskach po bokach pierwszego komina. Według podstawowej publikacji monograficznej poświęconej japońskich krążownikom, na przełomie 1940 i 1941 roku, przed rozpoczęciem działań na Pacyfiku, w miejsce wkm-ów ustawiono dwa podwójne stanowiska działek przeciwlotniczych kalibru 25 mm Typ 96, a nadto zdemontowano działo przeciwlotnicze kalibru 76,2 mm. Podczas remontu 23–27 lutego 1942 roku w bazie Truk zamontowano dalsze dwa podwójne stanowiska działek 25 mm w części rufowej. Zdemontowano wówczas także działka salutacyjne. Część publikacji podaje jeszcze, że na początku czerwca 1942 roku podczas remontu w Maizuru zamontowano dwa podwójne stanowiska działek 25 mm w części rufowej (według jednego z autorów, ich liczba miała sięgnąć 14). Większość autorów jednak zgadza się, że liczba działek kalibru 25 mm ostatecznie sięgnęła ośmiu, w czterech stanowiskach.
Oprócz uzbrojenia artyleryjskiego, krążowniki tego typu przenosiły dwie potrójne wyrzutnie torpedowe kalibru 533 mm, z zapasem sześciu torped Typ 6. Mogły też przenosić 48 min na dwóch torach minowych na pokładzie górnym. Przewidziano dla nich pływające miny Nr 1 B, nietypowej konstrukcji, które miały być stawiane na kursie nieprzyjacielskich okrętów – dwie takie miny były połączone 100-metrową liną, którą powinien zaczepić okręt, przyciągając miny do kadłuba. We wrześniu 1942 roku faktycznie zwiększono możliwość przenoszenia min do 56. Według niektórych autorów, 3 stycznia 1942 roku zamontowano na „Tenryū” w bazie Truk dwa miotacze bomb głębinowych i dwie zrzutnie takich bomb, czego brak jest potwierdzenia w innych publikacjach.

## Służba

### Służba w latach 1919–1935

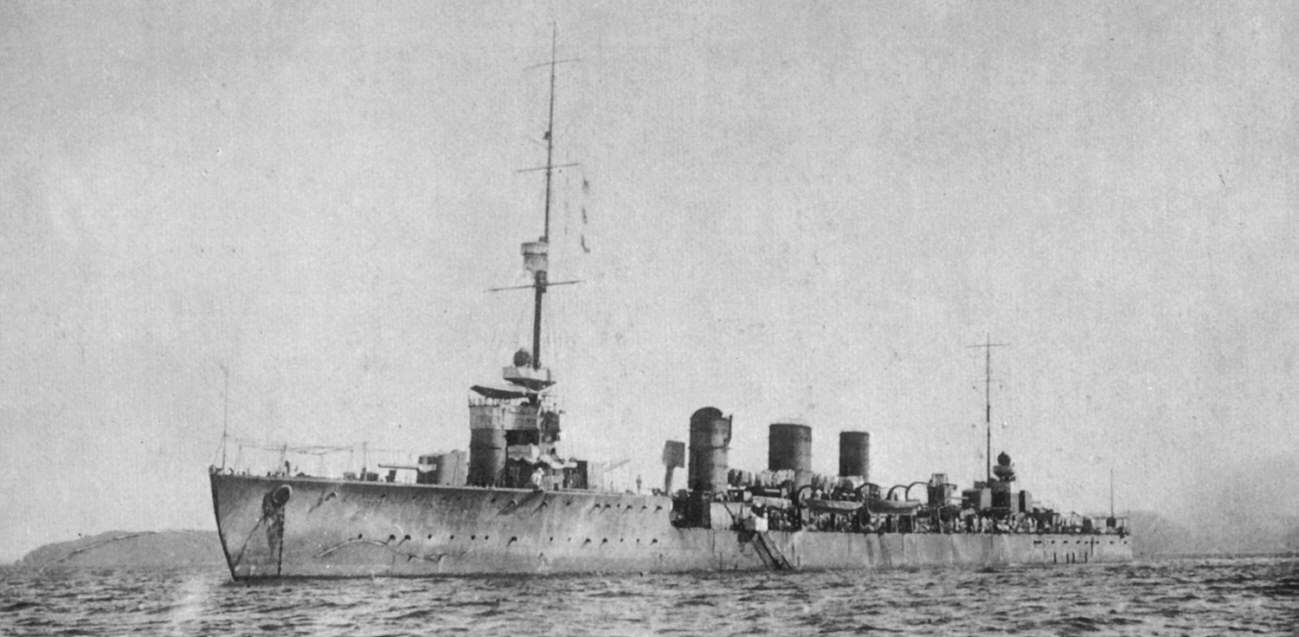
„Tenryū” w latach 20., z masztem palowym

Po wejściu do służby 20 listopada 1919 roku „Tenryū” został przydzielony do bazy morskiej w Kure i od 1 grudnia służył jako okręt flagowy 2. Eskadry (Flotylli) Niszczycieli 2. Floty (zastępując krążownik „Chikuma”). Od 29 sierpnia do 10 września 1920 roku wraz ze swoją eskadrą, a także 1. Eskadrą i bliźniaczym krążownikiem „Tatsuta”, odbył rejs wzdłuż dalekowschodnich wybrzeży Rosji. 18 kwietnia 1921 roku w charakterze lidera 2. Eskadry zmienił go nowo oddany do służby lekki krążownik „Kitakami” i „Tenryū” został 20 kwietnia przeniesiony do rezerwy, ale już 1 grudnia został okrętem flagowym 1. Eskadry Niszczycieli 1. Floty, w miejsce „Tatsuty”. Wiosną 1922 roku zainstalowano na nim radionamiernik, w kabinie ustawionej przed działem nr 3. 1 grudnia 1922 roku został na powrót zastąpiony przez „Tatsutę” i przeniesiony do rezerwy, po czym rok później, 1 grudnia 1923 roku powtórnie zastąpił ten okręt w roli lidera 1. Eskadry. 1 grudnia 1925 roku ponownie trafił do rezerwy, zastąpiony przez „Yūbari”.
5 lutego 1927 roku „Tenryū” wszedł w skład 1. Eskadry Wydzielonej, patrolującej na wodach Chin, u ujścia Jangcy, skąd powrócił do Japonii 3 czerwca tego roku. Po remoncie w Kure, połączonym z podniesieniem o 50 cm wyżej wyrzutni torped i modyfikacją wyposażenia radiowego, 1 grudnia 1927 roku „Tenryū” po raz trzeci stał się okrętem flagowym 1. Eskadry Niszczycieli, w miejsce „Tatsuty”. Od 1 grudnia 1928 roku „Tenryū” wchodził w skład sił bazy Kure, służąc jako okręt strażniczy i ćwiczebny okręt dla szkoły okrętów podwodnych. W połowie 1930 roku przeszedł niewielką modernizację w stoczni w Kure – otrzymał wówczas bardziej stabilny maszt trójnożny w miejsce palowego, a brezentowe ścianki odkrytego pomostu nawigacyjnego zastąpiono stalowymi ściankami z oknami (dach pozostał brezentowy).
Od 9 października 1931 roku „Tenryū” ponownie wszedł w skład 1. Eskadry Wydzielonej, działającej u ujścia Jangcy, która 2 lutego następnego roku, po incydencie szanghajskim, weszła w skład nowo zorganizowanej 3. Floty. Krążownik następnie 1 sierpnia 1932 roku został bezpośrednio podporządkowany do 3. Floty. 20 maja 1933 roku wszedł w skład 10. Eskadry (Sentai 10) 3. Floty, razem z krążownikiem pancernym „Izumo” i trzema niszczycielami, operując w rejonie Szanghaju. W październiku tego roku okręt powrócił do Japonii na remont, po czym od początku 1934 roku operował na wodach północnych Chin. W listopadzie 1934 roku ponownie przydzielono go do Eskadry Strażniczej w Kure, gdzie służył jako ćwiczebny okręt dla szkoły okrętów podwodnych. Latem 1935 roku wraz z krążownikami „Kitakami”, „Ooi” i „Kiso” utworzył czasowo 9. Eskadrę 4. Floty, sformowanej specjalnie w celu przeprowadzenia wielkich manewrów Floty Połączonej. W trakcie tych manewrów, „Tenryū” doznał 26 września 1935 roku niewielkich uszkodzeń kadłuba podczas tajfunu, który spowodował zniszczenia na wielu okrętach (tzw. „incydent 4. Floty”). Uszkodzenia te usunięto podczas remontu w Kure trwającego do końca marca 1936 roku.

### Wojna japońsko-chińska i służba w latach 1936–1941

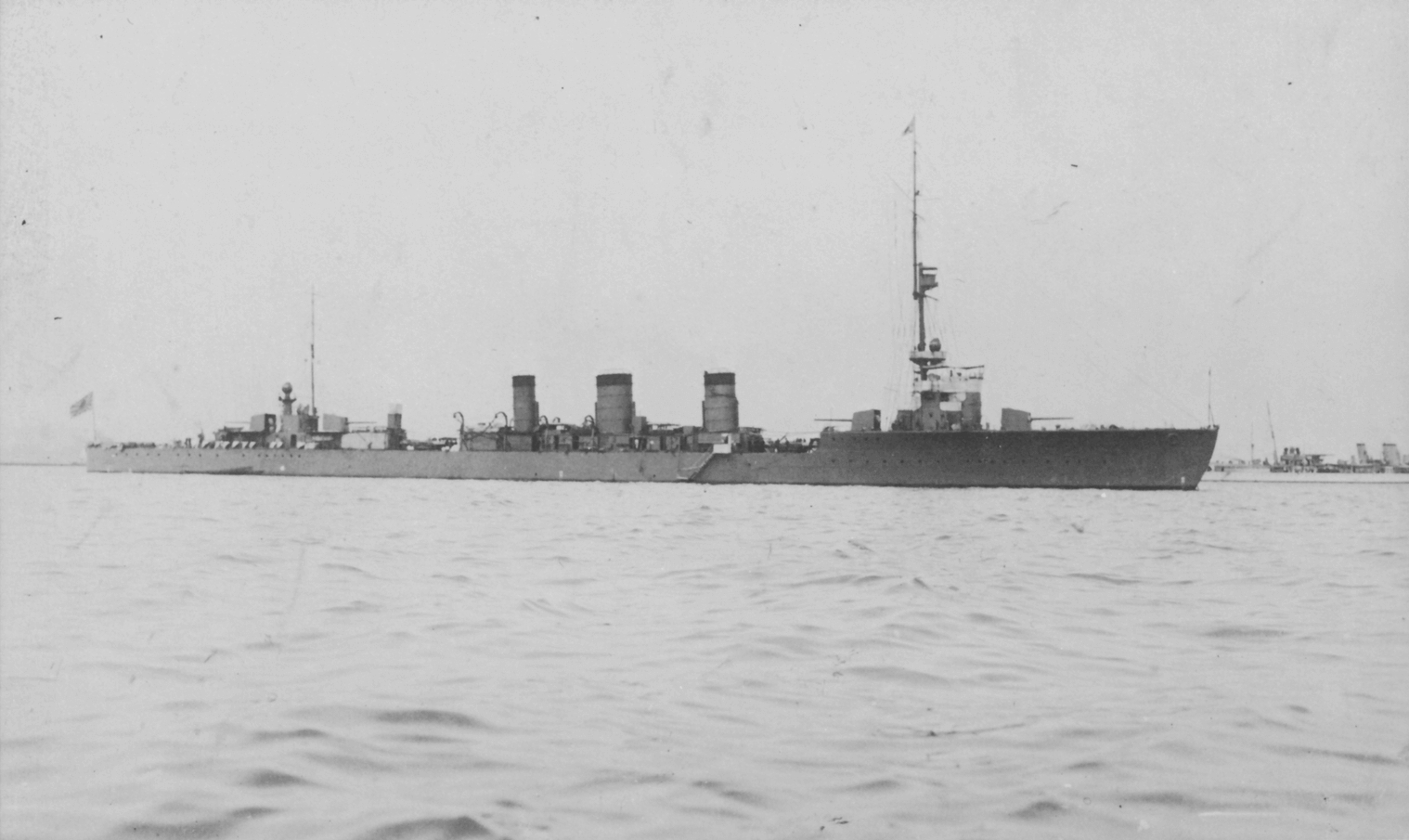
„Tenryū” w 1925 r.

Od drugiej połowy lat 30. zrezygnowano z wykorzystywania krążowników „Tenryū” i „Tatsuta” jako liderów flotylli niszczycieli, z uwagi na ich wiek i niewystarczającą już prędkość dla nowych niszczycieli, i odtąd oba okręty na ogół służyły już razem. 20 listopada 1936 roku weszły w skład 10. Eskadry 3. Floty, służącej na wodach Chin (w miejsce krążownika „Kuma”). Przed udaniem się tam, mostki okrętów osłonięto blachami ze stali Dücol, dla ochrony przeciwodłamkowej. Pełniły następnie służbę na wodach północnych Chin, a po agresji japońskiej, od połowy 1937 roku wspierały działania wojsk lądowych w rejonie Szanghaju i uczestniczyły w blokadzie morskiej wybrzeża. W lipcu 1937 roku wzmocniono nieco uzbrojenie przeciwlotnicze „Tenryū”, montując dwa wkm kalibru 13,2 mm na platformach po bokach pierwszego komina. 10 maja 1938 roku „Tenryū” uczestniczył w desancie 5. Floty w Xiamen (z krążownikami „Myōkō”, „Tama”, „Tatsuta”, „Nagara”, lotniskowcem „Kaga” i innymi okrętami). 1 lipca 1938 roku ich eskadrę przeniesiono do 5. Floty i oba okręty wspierały następnie desanty w rejonie Kantonu. Oba bliźniacze krążowniki operowały na wodach chińskich do 14 grudnia 1938 roku, kiedy wróciły do Japonii do rezerwy („Tenryū” – do Kure). Planowano wówczas przebudowę ich na krążowniki przeciwlotnicze, uzbrojone w 8 dział uniwersalnych kalibru 127 mm, lecz ostatecznie zrezygnowano z tego i 1 grudnia 1939 roku przeniesiono oba do bazy Maizuru, gdzie „Tenryū” został okrętem strażniczym i szkolnym dla szkoły inżynierów marynarki.
15 listopada 1940 roku, w ramach przygotowań do wojny, „Tenryū” i „Tatsuta” utworzyły 18. Eskadrę (Sentai 18) 4. Floty (Zespołu Wewnętrznych Mórz Południowych) – początkowo jeszcze z krążownikiem szkolnym „Kashima” jako okrętem flagowym. Poddano je przy tym niewielkiej modernizacji połączonej z remontem, trwającym do maja 1941 roku. W miejsce armaty przeciwlotniczej 76,2 mm i dwóch wkm-ów ustawiono 4 działka przeciwlotnicze 25 mm, kotły opalane węglem lub ropą zamieniono na opalanie tylko ropą, zamontowano też stalowy dach nad mostkiem w miejsce brezentowego. 25 maja 1941 roku okręty 18. Eskadry wyruszyły z Japonii w kierunku wysp mórz południowych i 6 lipca „Tenryū” dołączył do sił 4. Floty w bazie Truk na Karolinach. Od 1 grudnia 1941 roku stał się okrętem flagowym dowódcy 18. Eskadry kontradmirała Kuninori Marumo. Tuż przed wybuchem wojny na Pacyfiku, 5 grudnia oba krążowniki przepłynęły na pozycje wyjściowe, do atolu Kwajalein na Wyspach Marshalla.

### Początkowe działania wojny na Pacyfiku 1941–1942

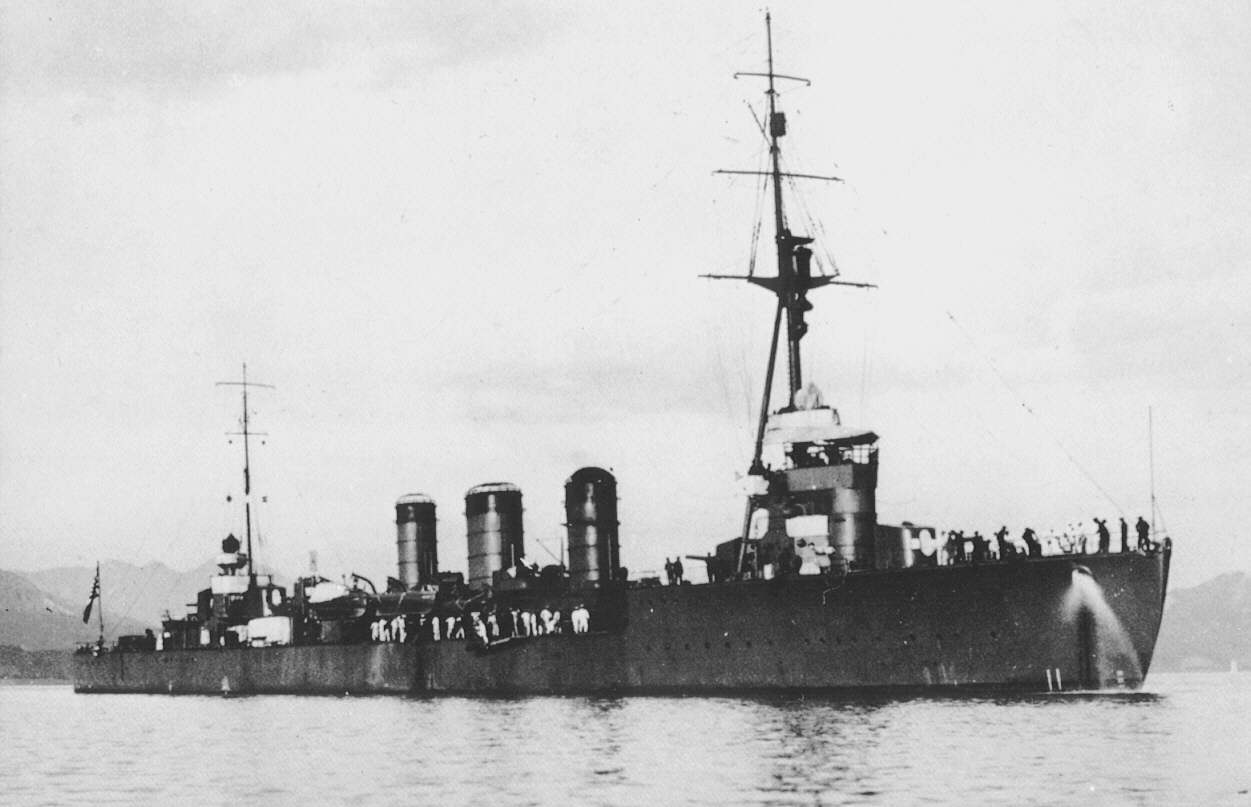
„Tenryū” w latach 1930–1931, z masztem trójnożnym. Widoczne opancerzone stanowisko dowodzenia.

Po przystąpieniu Japonii do drugiej wojny światowej, „Tenryū” wraz z krążownikami „Tatsuta” i „Yūbari” oraz 6 niszczycielami, wziął najpierw udział w operacji opanowania atolu Wake. Okręty japońskie wypłynęły 8 grudnia 1941 roku z Kwajalein i 11 grudnia rano rozpoczęły ostrzał Wake. Po nieudanej walce z amerykańskimi bateriami nadbrzeżnymi kalibru 127 mm i samolotami, zespół japoński musiał jednak odstąpić od zamiaru desantu i powrócił do Kwajalein, tracąc dwa niszczyciele („Hayate” i „Kisaragi”). „Tenryū” odniósł nieznaczne uszkodzenia od ognia karabinów maszynowych jednego ze startujących z wyspy amerykańskich myśliwców F4F-3 Wildcat dywizjonu Marines VMF-211. Uszkodzeniu uległy między innymi trzy torpedy w wyrzutni, a pięciu marynarzy odniosło rany. Okręty te wzięły następnie udział w powtórnej, tym razem udanej akcji wysadzenia desantu na Wake 23 grudnia, przeprowadzonej większymi siłami, osłaniając lądowanie od strony morza na wschód od atolu.
3 stycznia 1942 roku krążowniki 18. Eskadry powróciły do bazy Truk, skąd operowały przez dalsze dwa miesiące. 23 stycznia „Tenryū” z „Tatsuta” z trzema niszczycielami i transportowcami uczestniczyły w zajęciu portu Kavieng na Nowej Irlandii (operacja R), a następnie 3 lutego wypłynęły stamtąd w celu wsparcia desantu w Surumi (Gasmata) na południu Nowej Brytanii 9 lutego. Do Truk krążowniki powróciły 18 lutego. W dniach 20–23 lutego „Tenryū” i „Tatsuta”  bezskutecznie poszukiwały zespołu amerykańskiego lotniskowca USS „Lexington”, który próbował dokonać ataku na Rabaul, lecz zawrócił po ataku japońskiego lotnictwa. Między 23 a 27 lutego 1942 roku wzmocniono w bazie Truk lekkie uzbrojenie przeciwlotnicze obu okrętów, instalując dalsze cztery działka 25 mm, w dwóch podwójnych stanowiskach (łącznie ich liczba wzrosła do 8).
Po przejściu 5 marca do bazy Rabaul na Nowej Brytanii, „Tenryū” z „Tatsuta” i innymi okrętami osłaniały 8 marca desant w Lae i Salamaua na Nowej Gwinei, po czym 9 marca okręty te założyły bazę japońską w Queen Carola Harbor na wyspie Buka. 14 marca wyruszyły z Rabaulu w celu osłony lądowania na Wyspie Bougainville′a. 30 marca osłaniały desant na wyspie Shortland (Wyspy Salomona), 31 marca w Kieta na północy Wyspy Bougainville’a, a 7 i 8 kwietnia na wyspie Manus (Wyspy Admiralicji). 10 kwietnia oba krążowniki 18. Eskadry powróciły na dłużej do Truk.

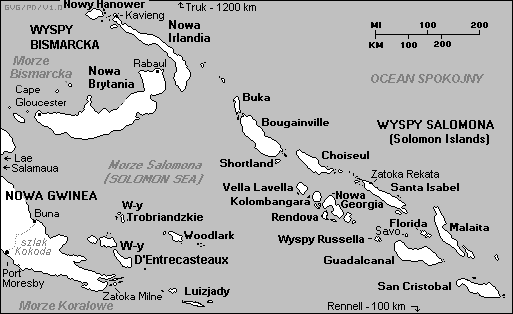
Obszar działań w rejonie Wysp Salomona i Nowej Gwinei

Oba krążowniki typu Tenryū wzięły udział w nieudanej operacji MO (opanowania Port Moresby), osłaniając zespół, który założył bazy wodnosamolotów w zatoce Rekata na wyspie Santa Isabel (Wyspy Salomona) 2 maja 1942 roku, po czym 5–6 maja udały się z transportowcem wodnosamolotów „Kamikawa Maru” pod Deboyne na Luizjadach. Na skutek bitwy na Morzu Koralowym, Japończycy odwołali jednak operację zajęcia Port Moresby. 13 maja „Tenryū” wypłynął z Rabaulu do Maizuru w Japonii na remont i dokowanie, dokąd dotarł 23 maja. Podczas remontu m.in. obniżono maszt dziobowy, reflektor z mostka przeniesiono między pierwszy i drugi komin, reflektor rufowy zamieniono na Typ 96 o takiej samej średnicy 90 cm i zainstalowano kable demagnetyzacyjne. Według części źródeł, dodano wówczas także cztery działka 25 mm. 23 czerwca krążownik ponownie dotarł do Truk.
Na początku lipca 1942 roku oba krążowniki eskortowały z Truk na Guadalcanal konwój z batalionem inżynieryjnym w celu wybudowania lotniska, który dotarł tam 6 lipca 1942 roku, po czym krążowniki przebazowały 9 lipca do Rabaulu. Po reorganizacji 14 lipca, 18 Eskadra krążowników „Tenryū” i „Tatsuta” została przydzielona do nowo sformowanej 8. Floty wiceadmirała Mikawy z bazą w Rabaulu, a jej dowódcą stał się kadm. Mitsuharu Matsuyama. 21 lipca oba krążowniki z trzema niszczycielami i stawiaczem min „Tsugaru” osłaniały transport wojska i zaopatrzenia do Buna na północy Nowej Gwinei (operacja RI), po czym wróciły 24 lipca do Rabaulu (w drodze powrotnej 22 lipca lotnictwo amerykańskie zatopiło transportowiec „Ayatosan Maru”).

### Walki o Guadalcanal i w Zatoce Milne w 1942
Po otrzymaniu wiadomości o wysadzeniu wojsk amerykańskich na Guadalcanalu, japońskie dowództwo wysłało tam 7 sierpnia zespół w składzie pięciu krążowników ciężkich oraz lekkich „Tenryū” i „Yūbari”. W nocnej bitwie koło wyspy Savo z 8 na 9 sierpnia 1942 roku (pierwszej z serii bitew morskich koło Guadalcanalu), zespół japoński zatopił cztery ciężkie krążowniki alianckie. Główny ciężar bitwy spoczywał na japońskich krążownikach ciężkich, ale z „Tenryū” pochodziły dwie torpedy, które o 2.04 trafiły w kotłownię krążownika USS „Quincy”, przyczyniając się do jego zatonięcia. Podczas bitwy „Tenryū” wystrzelił 80 pocisków 140 mm i 6 torped. Sam otrzymał jedno trafienie pociskiem kalibru 203 mm, być może z krążownika USS „Chicago”. Szczegóły dotyczące trafienia nie są podawane w publikacjach, lecz nie było ono widocznie groźne, gdyż okręt bez przeszkód kontynuował akcję i powrócił 10 sierpnia wraz z zespołem do Rabaulu; brak jest też informacji o późniejszych naprawach. Istnieją natomiast znaczne rozbieżności odnośnie do strat w załodze „Tenryū” poniesionych podczas bitwy pod Savo – większość publikacji podaje 23 zabitych, jednakże według monografii poświęconej japońskim krążownikom, straty wyniosły tylko dwóch rannych. Po bitwie, już w dniach 17-18 sierpnia „Tenryū” eskortował konwój z zaopatrzeniem dla 25. Flotylli Lotniczej do Basuba.

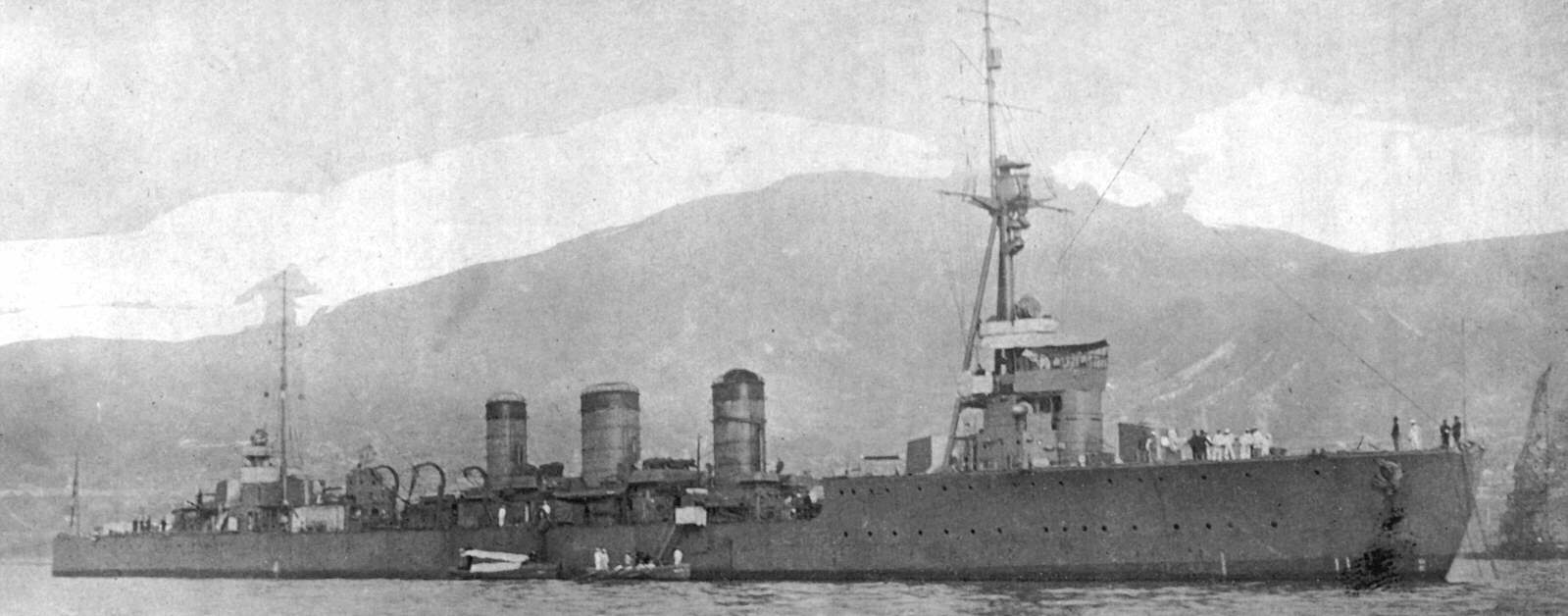
„Tenryū” w 1936 r.

Oba krążowniki 18. Eskadry i niszczyciele „Hamakaze”, „Tanikaze”, „Urakaze”, „Oite” i „Yūzuki” osłaniały transportowce „Kinai Maru” i „Nankai Maru” wysadzające w nocy 24/25 sierpnia desant 1202 żołnierzy oddziału piechoty morskiej Kure Nr 5 koło Rabi w zatoce Milne na Nowej Gwinei w celu próby zdobycia lotniska w Gili Gili (operacja RE). Następnego dnia zespół atakowany był przez lotnictwo, które uszkodziło „Urakaze” i „Nankai Maru”. W nocy 29/30 sierpnia „Tenryū”, „Tatsuta” i niszczyciele „Murakumo”, „Arashi” i „Yayoi” dostarczyły tam z Rabaulu posiłki 775 ludzi z oddziału Kure Nr 3, po czym po porażce operacji, w nocy 5 i 6 września ewakuowały stamtąd pozostałych 1318 żołnierzy. 11 września „Tenryū” wyszedł w morze z Rabaulu w celu poszukiwania rozbitków z niszczyciela „Yayoi” zatopionego przez amerykańskie bombowce koło Wysp d’Entrecasteaux, lecz bezskutecznie. 24 września „Tenryū” przetransportował z Truk do Rabaulu ładunek 56 min dla planowanej na 20 października operacji zaminowania przez 18. Eskadrę kotwicowiska Tulagi, która ostatecznie nie doszła do skutku.
2 października 1942 roku około 5:00 rano, podczas nalotu amerykańskich bombowców B-17 z 19. Grupy Bombowej (5th Air Force) na Rabaul, „Tenryū” został uszkodzony trafieniem jednej bomby w rufę oraz bliskimi wybuchami.  Zginęło przy tym 22 (według innych danych, 23 lub 30) ludzi z załogi. Uszkodzenia usunięto następnie na miejscu z pomocą okrętu warsztatowego „Yamabiko Maru”. 26/27 października „Tenryū” ewakuował ocalałych 190 żołnierzy specjalnego oddziału Sasebo Nr 5 z wyspy Goodenough (Wyspy d’Entrecasteaux) (według innych źródeł, zabrał 260 ludzi z wyspy Welle Island, obecnie Sanaroa, w tym samym archipelagu).
Między 1 a 20 listopada funkcję okrętu flagowego 18. Eskadry kadm. Matsuyamy przejął „Tatsuta”, co związane było ze skierowaniem „Tenryū” na kotwicowisko Shortland, do transportowania posiłków wojska na Guadalcanal (tak zwane przez Amerykanów rejsy Tokyo Express). „Tenryū” wraz z niszczycielami odbył z powodzeniem trzy nocne rejsy zaopatrzeniowe, docierając na Guadalcanal 2, 5 i 8 listopada i przewożąc na pokładzie elementy 38. Dywizji Piechoty. Wracając z operacji 3 listopada „Tenryū” stał się obiektem niecelnego ataku torpedowego okrętu podwodnego USS „Plunger” koło wyspy Santa Isabel na Wyspach Salomona, a 8 listopada walczył wraz z niszczycielami z amerykańskimi kutrami torpedowymi PT-37, PT-39 i PT-61 koło przylądka Tassafaronga (Guadalcanal), bez zatopień w obu zespołach. W nocy z 13 na 14 listopada „Tenryū” z czterema niszczycielami „Kazagumo”, „Makigumo”, „Michishio” i „Yugumo” osłaniał ciężkie krążowniki kontradmirała Nishimury „Maya” i „Suzuya” ostrzeliwujące lotnisko Henderson Field na Guadalcanalu (między pierwszą a drugą bitwą morską pod Guadalcanalem). W dzień zespół był atakowany przez lotnictwo; „Tenryū” nie doznał szkód. 20 listopada „Tenryū” powrócił do Rabaulu i został ponownie okrętem flagowym kadm. Matsuyamy. 10 grudnia 1942 roku jednak rozformowano 18. Eskadrę i oba krążowniki podporządkowano bezpośrednio 8. Flocie.

### Operacja desantowa w Madangu na Nowej Gwinei
16 grudnia 1942 roku „Tenryū” z niszczycielami „Isonami”, „Inazuma”, „Suzukaze” i „Arashio” wyszedł z Rabaulu pod dowództwem kontradmirała Matsuyamy w celu osłony dwóch transportowców (byłych krążowników pomocniczych) „Aikoku Maru” i „Gokoku Maru” wysadzających dwa bataliony wojska w Madangu na północy Nowej Gwinei. 18 grudnia konwój był atakowany przez amerykańskie samoloty, które uszkodziły „Gokoku Maru”, lecz zdołano wysadzić wojsko. W nocy tego samego dnia, patrolujący pod Madangiem „Tenryū” został o 21:15 storpedowany przez okręt podwodny USS „Albacore”, który uzyskał informacje o japońskim konwoju z danych wywiadu, czytającego japońskie wiadomości. Dwie torpedy trafiły w rufę i około godz. 23:20 „Tenryū” zatonął w rejonie pozycji 5°12′S 145°56′E/-5,200000 145,933333 (według innych danych, na pozycji 5°08′S 145°57′E/-5,133333 145,950000). Zginęło na nim 23 członków załogi, a 21 odniosło rany. Admirał Matsuyama przeniósł flagę na niszczyciel „Isonami”, a „Suzukaze” przejął pozostałych rozbitków, w tym dowódcę krążownika. Dopiero 1 lutego 1943 roku okręt skreślono oficjalnie z listy floty.

### Dowódcy w trakcie działań wojennych
Wszyscy w stopniu komandora (taisa): 
- Kyūhachi Kudō – od lutego 1936
- Kanji Ugaki – od listopada 1936
- Kōsō Abe – od 02.08.1937
- Sadanao Yamazaki – od 15.12.1938
- Zensuke Kanome – od 15.11.1939
- Yūji Takahashi – od 15.10.1940
- Mitsutarō Gotō – od 28.08.1941
- Shimpei Asano – od 05.06.1942
- Mitsuharu Ueda – od 05.12.1942